# Passo della Gemmi
Il passo della Gemmi (2314 m s.l.m. - in tedesco  Gemmipass) è un valico alpino delle Alpi Bernesi. Collega Leukerbad nel canton Vallese con Kandersteg nel canton Berna.

## Caratteristiche

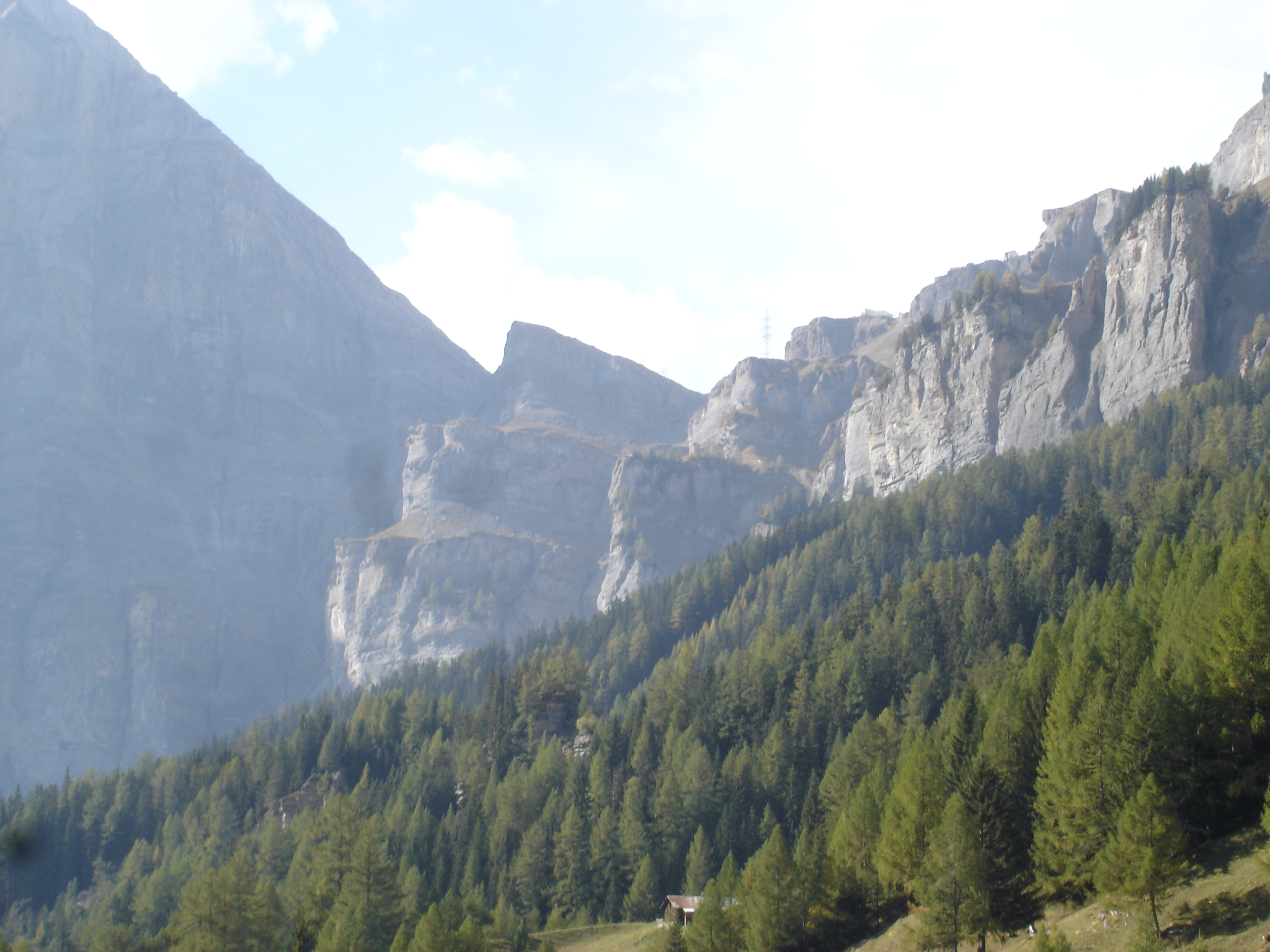
Versante vallese del passo.

Il valico si trova interamente nel canton Vallese in quanto il confine tra i due cantoni passa a nord del passo e più precisamente dopo il lago Dauben che si trova appena sotto il colle.
Il valico è relativamente dolce dal versante bernese ed invece è particolarmente scosceso dal versante vallese.
Dal punto di vista orografico il colle separa nelle Alpi Bernesi le Alpi Bernesi Occidentali dalle Alpi Bernesi Centrali.